# Grabowna (rejon gródecki)
Grabowna (ukr.  Грабине) – wieś na Ukrainie w rejonie lwowskim (do 2020 roku w rejonie gródeckim) obwodu lwowskiego.

## Historia
Dawniej przysiółek wsi Podzwierzyniec w powiecie rudeckim.